# Åke Dohlin
Åke Dohlin, född den 25 september 1921 i Örebro, död 5 augusti 1997 i Karlskrona, var en svensk musiker, dirigent och kompositör.
Dohlin var en av Sveriges mest produktiva kompositörer av marschmusik, varav flera har blivit officiella förbandsmarscher. Bland hans marscher kan nämnas Carl XVI Gustafs defileringsmarsch som skrevs till kungens Eriksgata i Södermanland 1980. Totalt komponerade han 57 marscher.
Han började sin musikerbana 1935 som musikelev vid Flottans musikkår i Stockholm. 1938 antogs han som elev i trombonklassen vid Kungliga Musikkonservatoriet och 1948 tog han musikdirektörsexamen.  Åke Dohlin trakterade främst tenorbasun och trombon.
Dohlin var först musikdirektör för musikkåren vid dåvarande Gotlands kustartillerikår (KA 3) 1952–1957 och blev därefter musikdirektör för den sammanslagna musikkåren Arméns Musikkår i Visby 1957–1960. Därefter var han musikdirektör i Militärmusikkåren i Karlskrona 1960–1971 och efter militärmusikens avskaffande blev han kapellmästare för den regionmusikavdelning som ersatte militärmusikkåren till 1973 då han fick motsvarande tjänst vid Regionmusiken i Strängnäs. Dohlin blev senare Arméns Musikplutons förste musikdirektör från 1981.

## Lista över marscher
- Under Amiralsflagg (opus 1, 1941)
- Militärparad (opus 2, 1944)
- Faninvigning (opus 3, 1952)
- Nordergutarna (opus 4, 1953) – Gotlands kustartilleriregementes marsch
- Signalmarsch (opus 5, 1955)
- Dagofficeren (opus 6, 1959)
- Klart Skepp (opus 7, 1955)
- Skeppsgossen (opus 8, 1965)
- Kommendören (opus 9, 1969)
- Marsch till Hoglands Park (opus 10, 1963)
- Amiral Krokstedt (opus 11, 1970)
- Kustflottans marsch (opus 12, 1970)
- Leve Flottan (opus 13, 1971)
- Festmarsch (opus 14, 1972)
- Marsch FBU (opus 15, 1976)
- Nordenskjöld (opus 16, 1978)
- Kungamarsch (opus 17, 1980) - Carl XVI Gustafs defileringsmarsch
- Tre vapen (opus 18, 1982) - Arméns musikplutons marsch
- Marcia Åke (opus 19, 1983)
- Södermanlandsgripen (opus 20, 1984) - Södermanlands regementes kamratförenings honnörsmarsch
- Marinens Officershögskolas marsch (opus 21. 1984)
- Blekinge flygflottiljs marsch (opus 22, 1984)
- Kungsleden (opus 23, 1984)
- HMS Carlskrona (opus 24, 1984)
- SjöLund (opus 25, 1984) – Tillägnad Sjöofficerscorpsen vid Lunds universitet
- Militärmusiksamfundets Jubileumsmarsch (opus 26, 1985)
- Ronnebyglädje (opus 27, 1985)
- Kustartilleriets paradmarsch (opus 28, 1985)
- För Kustartilleriet (opus 29, 1985) – Kustartilleriets defileringsmarsch
- Svenska Officersförbundet (opus 30, 1986)
- Under Svensk Örlogsflagga (opus 31, 1987)
- Ankarspelet (opus 32, 1988) – Tillägnad ungdomsmusikkåren Ankarspelet i Karlskrona
- S:t Johanneslogen Gustafs Högtidsmarsch (opus 33, 1988)
- Vittus (opus 34, 1988)
- S:t Andreaslogen Carl Johans Högtidsmarsch (opus 35, 1988)
- Blekinge Hemvärn (opus 36, 1985)
- Rum, Jubileumsmarsch (opus 37)
- Svensk Kustbevakning (opus 38, 1989) - Kustbevakningens marsch
- Marinens Krigshögskolas marsch (opus 39, 1990)
- Vattenfalls driftvärnsmarsch (opus 40, 1990)
- Kungl. Slottet (opus 41, 1990)
- Under Amiralsflagga (opus 42, 1992)
- Ulrica Pia, Högtidsmarsch (opus 43, 1992)
- Chefen för Marinen (opus 44)
- Liten Högtidsmarsch (opus 45)
- Bröllopsmarsch (opus 46)
- C MKS Överste 1gr. Stefan Furenius marsch (opus 47, 1993)
- Kungl. Örlogsmannasällskapets Högtidsmarsch (opus 48, 1993)
- Med vind i seglen (opus 49, 1993)
- Nordisk Marinkadettmarsch (opus 52, 1995)
- Final (opus 57, 1997)

## Inspelningar
Dohlins marscher finns på många fonogram, varav ett urval ges nedan. I regel finns endast några få Dohlin-marscher på varje skiva, men skivan överst i listan är ett undantag:
- Militärparad, Marinens musikkår i Karlskrona, dirigent Åke Dohlin, Manöver MNVR 0505, utgiven 2005. Inspelad 1992 och tidigare utgiven 1992 under titeln Åke Dohlin och Marinens musikkår i Karlskrona. (Upptar 24 marscher av Dohlin.)
- Marinens marscher, Marinens musikkår, dirigent Per Ohlsson, Serpent SERCD 5, utgiven 1995. (Upptar 5 marscher av Dohlin.)
- Great Swedish Marches, Vol. 2, Marinens musikkår, dirigent Andreas Hanson, Serpent SERCD 30, utgiven 2007. (Upptar 3 marscher av Dohlin.)